# Anafrodyzjak
Anafrodyzjak – substancja zmniejszająca pobudliwość seksualną. Anafrodyzjaki podaje się, między innymi, osobom popełniającym przestępstwa seksualne. Substancja ta obniża popęd płciowy lub nawet powoduje uwolnienie się od presji potrzeby seksualnej.
Nie istnieją anafrodyzjaki, które tłumiłyby libido bez powodowania istotniejszych skutków ubocznych w organizmie.

## Rodzaje anafrodyzjaków
Anafrodyzjaki obejmują następujące kategorie substancji i leków:
- środki, których jednym z głównych działań jest zmniejszenie popędu płciowego
  - leki antyandrogenne (np. cyproteron, medroksyprogesteron)
- leki blokujące wydzielanie hormonów płciowych
  - analogi gonadoliberyny (np. goserelina)
  - inhibitory 5-α-reduktazy steroidowej typu II (np. finasteryd)
- antagonisty dopaminy
  - neuroleptyki – między innymi haloperydol, pochodne fenotiazyny (np. chloropromazyna, flufenazyna), flupentyksol a także neuroleptyki atypowe (np. rysperydon).

Powyższe środki mogą powodować szereg działań niepożądanych, wśród nich hiperprolaktynemię, ginekomastię i mlekotok u mężczyzn przy podawaniu przewlekłym, a w przypadku neuroleptyków także przytłumienie wyższych funkcji poznawczych.
Środkami mogącymi ubocznie wykazywać działanie tłumiące popęd płciowy są:
- leki o działaniu zwiększającym aktywność serotoninergiczną
  - selektywne inhibitory zwrotnego wychwytu serotoniny (jednak nie każdy pacjent je przyjmujący odczuwa obniżenie libido, a u mężczyzn z dużym popędem działają korzystnie, zapobiegając przedwczesnej ejakulacji)
  - agonisty receptorów serotoniny (jak wyżej)
- opioidy
- niektóre diuretyki
- leki antyhistaminowe i sedatywne (zmniejszenie napędu, nadmierne uspokojenie powoduje również zmniejszenie zainteresowania tematyką seksualną)
- substancje stosowane w leczeniu uzależnień.